# Mashrabia Art Gallery
Mashrabia Art Gallery è una galleria d'arte contemporanea del Cairo, fondata a metà degli anni settanta.
A partire dagli anni novanta ha avuto un ruolo pionieristico nella diffusione delle Arti Plastiche, sia per quanto riguarda la promozione di artisti stranieri in Egitto, che di artisti autoctoni, a livello locale ed estero.
La galleria utilizza un preciso criterio di selezione, privilegiando quegli artisti che utilizzano linguaggi innovativi, liberati da qualsiasi componente decorativa, ponendo attenzione all'originalità e la potenza delle opere d'arte. 
La galleria collabora con alcune gallerie private in Svizzera, Italia, Turchia, Tunisia e altri paesi, attraverso un'intensa attività di scambi.
Ospita, inoltre, diversi format di manifestazioni artistiche, tra cui concerti, rappresentazioni teatrali, film sperimentali, letture poetiche, e discussioni. 
Tra i progetti futuri della galleria c'è l'idea di introdurre una serie di workshop di fotografia artistica su base continuativa.

## Artisti
Adel El Siwi, Ahmed Askalany, Ahmed Kamel, Ahmed Nosseir, Ali Assaf, Amr Fekry, Amr Khedr, Amre Heiba, Aziz el Hihi, Bahr El Din Adam, Barbara Graf, Damon Kowarsky, Deena Fadel, Doa Aly, Essam Marouf, Hala Elkoussy, Hany Rashed, Hayam Abd El Baky, Hisham El Zeiny, Ibrahim El Haddad, Karim Bakry, Mahmoud Khaled, Marco Margini, Mazen Ismail, Mohamed Abd El Monim, Mohamed Abla, Qarm Qart, Rania Ezzat, Reem Hassan, Romano Della Chiesa, Salah ElMur, Wahieb Nassar (Achnaton Nassar), Xavier Puigmarti, Youssef Limond.

## Programmazione

### Mostre recenti
Tra le mostre organizzate nel 2011 ci sono: 
- Qarm Qart, “IF”
- Damon Kowarsky, “In Visible Cities”
- Xavier Puigmarti, “Wireless!”
- Amre Heiba, “Still Life”
- Ibrahim El Haddad, “Recent works”
- Hany Rashed, "Beware of the chili"

### Progetti
La Mashrabia Gallery si occupa di sponsorizzare una serie di attività che trovano svolgimento non necessariamente all'interno degli spazi della galleria. Un esempio è “Two single rooms” di Pascale Favre e Mahmoud Khaled. In una stanza d'albergo al Cairo i due artisti collaborano in un lavoro site-specific che riflette sulla loro esperienza transitoria della metropoli. Entrambi estranei a Il Cairo, Favre e Khaled propogono una lettura personale della città, a partire dai segni lasciati nell'ambiente urbano, sia pubblico che privato; segni che, come essi stessi dicono “riescono a dire molto di più sulla nostra vita di ciò che effettivamente facciamo”. Quello che gli artisti mettono in luce, attraverso la stesura di un diario, è proprio l'interazione di questi "segni" con il proprio vissuto e la loro esperienza della città. Favre e Khaled decidono quindi di condividere i loro diari con il pubblico all'interno di una camera d'albergo, uno spazio che si aggira tra il pubblico e il privato, il transitorio e permanente.